# Жун
Жуны (кит. трад. 戎, пиньинь Róng, палл. жун — букв. воинственное племя) — китайское название племён, обитавших вдоль северных и северо-западных границ империи Чжоу (1123—254 годы до н. э.). Традиционно рассматриваются как протомонгольские и прототангутские племена.

## Расселение
Кочевники, населявшие Центральную Азию в VII—VI веках до н. э., именуются Сыма Цянем жунами или ди (бэйди). Позднее их стали называть ху (букв. чужестранный, варварский).
Жуны занимали территорию, весьма однородную по ландшафту и монолитную: на северо-западе они населяли оазис Хами, где граничили с индоевропейскими чешисцами, обитавшими в Турфане; на юго-западе они владели берегами озера Лобнор и Черчен-Дарьи, примыкая к Хотану и горам Алтынтага, где кочевали тибетцы — жокянь (или эрркян); жунам принадлежало также плоскогорье Цайдам, а родственные им племена ди жили в северной Сычуани.
Главная масса жунских племён группировалась в Северном Китае. В провинции Хэбэй жили племена: бэйжун (они же шаньжун), цзяши (ответвление племени чиди), сяньлюй, фэй и гу (ответвления племени байди), учжун. Общее их название было — бэйди. На западе жили племена, получившие общее название жунди. Они обитали среди китайского населения, не смешиваясь с ним, в провинциях: Шэньси — дажуны, лижуны, цюань-жуны; Ганьсу — сяожуны; Хэнани и Шаньси — маожуны, байди, чиди, цянцзюжуны, луши, люсюй и дочэнь. К жунскому племени принадлежали кочевые племена лэуфань и баянь. Лэуфань вначале проживали в Шаньси (в области современной Тайюань), но позже переселились в Ордос. Лэуфань слились с хуннами во II веке до н. э. Икюйские жуны обитали между Хуанхэ и Вэйхэ, севернее устья Вэй. Согласно сведениям из «Ши цзи», на севере от Цзинь жили жуны, называвшиеся линьху и лоуфань, а на севере от царства Янь — дунху и шаньжуны. Также упоминаются следующие этнические названия: сижуны, юаньжуны, цзянжуны, лежуны, гуаньжуны.

## Этническая принадлежность
Жуны традиционно рассматриваются как протомонгольские и прототангутские племена.

### Жуны — предки хунну и монголов
А. С. Шабалов в отношении как древних жун-ди, так и более поздних сычуаньских ди придерживается мнения, что данные народы были монголоязычны. Согласно Д. Д. Дондоковой, жуны делились на цюань-жунов и шань-жунов. Шань-жуны ею названы предками дун-ху, несомненно, генетически связанными с монгольской этнической общностью. По Л. Н. Гумилёву, шаньжуны (горные жуны) — самое восточное племя жунов, обитавшее на склонах Хингана и Иньшаня. Шаньжуны слились частью с восточными монголами — дунху, частью — с хуннами. Не менее интенсивно сливались они с китайцами, а на западе — с тибетцами. Цюаньжуны — название одного из северо-западных племён. Они назывались также цюаньи или куньи (хуньи). Упоминаются в Ханьшу, в Чжу-шу цзи нянь и других древних книгах.
Согласно Н. Я. Бичурину, шань-жуны — название монгольского поколения, до II века до н. э. обитавшего на землях, занимаемых ныне аймаками аохань, наймань и корцинь во Внутренней Монголии. Янь Шы-гу, живший в VII веке, писал, что поколения шань-жунов и дун-ху были предками древних монголов ухуаньцев и сяньби.  П. Б. Коновалов в трактовке Бортэ-Чино, легендарного предка монголов, как сына тибетского правителя усматривает древние генетические связи предков монголов с племенами жун, часть которых явилась и предками тибетских племён. Л. Л. Викторова в числе племён и народов, генетически связанных с монголами, упоминает цюань-жунов, шань-жунов, бэйди и дунху.
Согласно китайским текстам «Юань-цзянь-лэй-хань» и «Сюй-Вэнь-сянь-тун-каом», урянхайцы являются потомками и преемниками древних шань-жун и позднейших хи (кумохи), занимая те же земли, как и их предшественники и предки. Улянха — собственно (первоначально) земля шань-жун (горных жунов) времени Чунь-цю; династия Хань сделала её владением главы (народа) хи, который при династии Хоу-Вэй назывался кумохи. Впоследствии народ кумохи подчинился киданям.
Сыма Цянь отождествляет хуннов с шань-жунами. Жунов и ди (бэйди) шанцы и чжоусцы называли общим именем жунди, а также гуйфан, хуньи, цюаньи, цюаньжун, сюньюй, сяньюн. После периода Чжаньго их также называли ху и сюнну (хунну). 
В. Ш. Бембеев отмечал языковые сходства и общность обычаев у бэйди, протомонголов дунху, хунну и тугю. Л. Билэгт также отождествляет бэйди с предками монголов и бурят, отмеченных в монгольских летописях как «бэда, бэди, бида».
Ван Го-вэй (1877—1927 годы) на основе анализа надписей на бронзе, а также структуры иероглифов, в результате фонетических изысканий и сопоставления полученных данных с материалами различных источников пришёл к выводу, что встречающиеся в источниках племенные названия гуйфан, хуньи, сюньюй, сяньюнь, жун, ди (бэйди) и ху обозначали один и тот же народ, вошедший позднее в историю под именем сюнну. Достаточно убедительно разработанная теория Ван Го-вэя нашла сторонников среди большинства китайских историков. Таким образом, сюнну были издавна известны в Китае под paзличными названиями. На стыке династий Шан и Чжоу они носили названия: гуйфан, хуньи или сюньюй, при династии Чжоу — сяньюнь, в начале периода Чуньцю — жун, а затем ди. Начиная с периода Чжань-го их называли ху или сюнну.
В дальнейшем ряд исследователей также поддержали данную теорию, считая, что племена, входившие в общность сяньюнь, чуньвэй (шуньвэй), хуньи, цюаньи, сюньюй, жун, шань-жун, цюань-жун, гуйфан, бэйди (ди), представляли собой предков хунну. Согласно Н. Я. Бичурину, хуньюй, хяньюнь и хунну — три разные названия одного и того же народа, известного ныне под названием монголов.

### Жуны — предки тангутов
Западные жуны (сижуны) стали предками тангутов. Согласно Л. Н. Гумилёву, после поражения от китайцев жуны слились с кочевыми тибетцами-дансянами; из этого слияния возникли тангуты. Как считают некоторые учёные, цюань-жуны в Период Сражающихся царств говорили на тибето-бирманских языках.
Согласно Г. Е. Грумм-Гржимайло, «тангуты — народ, возникший из смешения ди и цянов (тибетцев)». Дисцы и тангуты были полукочевыми и земледельческими племенами. Предполагается, что народность байма, подгруппа тибетцев, проживающая в настоящее время на юго-востоке провинции Ганьсу и северо-западе провинции Сычуань, происходит от этих племён ди.
В этническом формировании западных жунов и тангутов прослеживается смешение монголоидных и европеоидных черт. По всей вероятности, данный факт объясняется индоарийскими миграциями. Тангуты, которые ответвились от жунов, были исконным монголоидным народом, как и другие тибето-бирманские народы, при этом, согласно некоторым источникам, в них прослеживаются европеоидные черты. Н. М. Пржевальский писал, что тангуты отчасти напоминают цыган. О смешении монголоидных и европеоидных черт у тангутов также пишут Г. Е. Грумм-Гржимайло, П. К. Козлов, В. А. Обручев.
Древний китайский источник «История гаочэ» (VI век) сообщает, что чиди — предки динлинов, в период Вёсен и Осеней (722 год до н. э. — 481 год до н.э) были в Северо-Западном Китае. Но учёные не нашли археологических доказательств миграции чиди в Сибирь. Племена чиди, возможно, были в составе племенного союза ди. Янь Шигу (VII век) в своих комментариях использовал слова жун и ху как собирательное название воинственных племён и причислял усуней к жунским народам.